# آندری فایت
آندری آندریویچ فایت (روسی: Андрей Андреевич Файт؛ ۲۹ اوت ۱۹۰۳ – ۱۷ ژانویهٔ ۱۹۷۶) بازیگر و شاعر اهل اتحاد جماهیر شوروی بود. وی بین سال‌های ۱۹۲۵ تا ۱۹۷۶ میلادی فعالیت می‌کرد.
از فیلم‌ها یا برنامه‌های تلویزیونی که وی در آن نقش داشته است می‌توان به رزم‌ناو پوتمکین اشاره کرد.